# Nature Medicine
Nature Medicine ist eine monatlich erscheinende Fachzeitschrift, die von der Nature-Verlagsgruppe herausgegeben wird. Die Erstausgabe erschien im Januar 1995. Die Zeitschrift veröffentlicht Artikel zu aktuellen Themen aus dem Bereich der biomedizinischen Forschung, wobei das Zielpublikum sowohl Wissenschaftler als auch Ärzte sind. Die Themengebiete umfassen Tumorbiologie, kardiovaskuläre Forschung, Gentherapie, Immunologie, Impfstoffentwicklung und Neurowissenschaften.
Der Impact Factor des Journals lag im Jahr 2021 bei 87,241. Nach der Statistik des ISI Web of Knowledge wird das Journal mit diesem Impact Factor in der Kategorie Biochemie und Molekularbiologie an erster Stelle von 296 Zeitschriften, in der Kategorie Zellbiologie an zweiter Stelle von 194 Zeitschriften und in der Kategorie experimentelle und forschende Medizin an erster Stelle von 139 Zeitschriften geführt.
Herausgeber ist Juan Carlos López, der hauptberuflich für die Zeitschrift arbeitet.